# Grat (Berg)
Der Grat (auf der Landeskarte der Schweiz seit 2002 als Groot bezeichnet) ist ein Berg im Schweizer Mittelland mit einer Höhe von 996 m ü. M.
Er liegt in der Gemeinde Mosnang. Auf dem Grat, wenig nördlich unterhalb des Gipfels, liegt bei 991,1 m der höchste Punkt des Kantons Thurgau auf dem Gemeindegebiet von Fischingen.

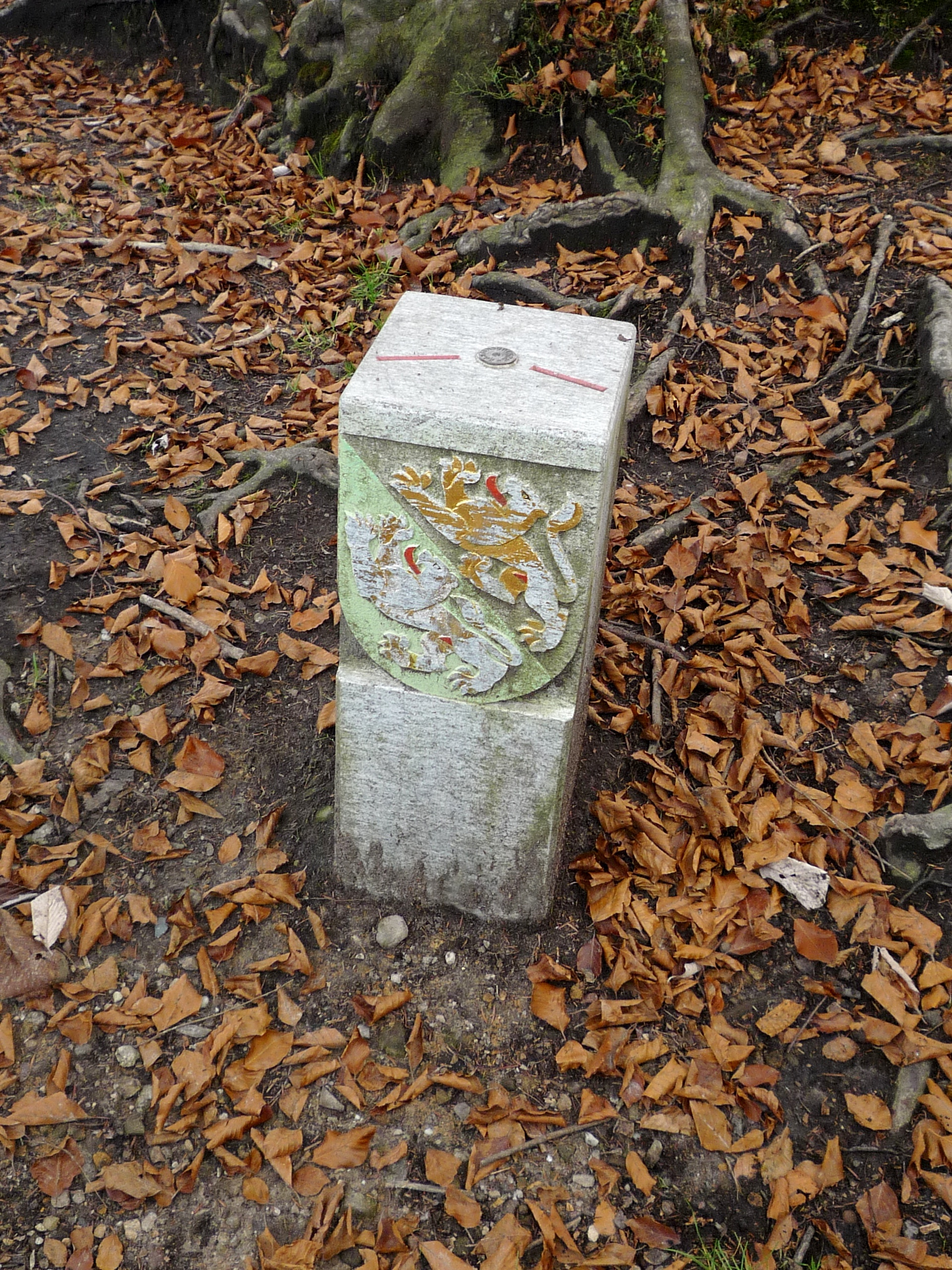
Grenzstein auf dem höchsten Punkt des Kantons Thurgau